# 평도공주
평도공주 유씨(平都公主 劉氏, ? ~ ?)는 전한 후기의 공주로, 원제와 소의 부씨의 딸이며, 정도공왕의 동복 남매이다.

## 행적
성제 때 자신의 아들을 죽였고, 종정 유경기가 책임을 물어 요동태수로 좌천되었다. 평도공주 본인은 어떻게 되었는지 알 수 없다.

## 출전
- 반고, 《한서》 권19하 백관공경표 下·권97하 외척전 下